# Sara Rietti
Sara Bartfeld de Rietti (Buenos Aires, 3 de diciembre de 1930-Buenos Aires, 28 de mayo de 2017), más conocida como Sara Rietti, fue la primera química nuclear de Argentina.
Trabajó como investigadora en varias universidades argentinas y organismos estatales, llegando a desempeñarse bajo las órdenes de Manuel Sadosky en la Secretaría de Ciencia y Tecnología de la Nación, durante el gobierno de Raúl Alfonsín. Además fue miembro del consejo directivo de la Facultad de Ciencias Exactas y Naturales de la Universidad de Buenos Aires estando en el lugar el día que las fuerzas de seguridad irrumpieron durante los acontecimientos conocidos como la Noche de los Bastones Largos.
Es considerada por los críticos como un emblema de oro de las altas casas de estudios argentinas y sus colegas destacaron su trabajo incansable.

## Biografía

### Comienzos
Su padre era un descendiente austríaco y su madre rusa, él la incentivó en las ciencias exactas al verle facilidad para las matemàticas. Ella al final siguió el consejo paterno, a pesar de que le gustaba la filosofía, la historia o las ciencias políticas, porque tenía una prima que ya se había graduado como química entonces eligió esa especialidad para formarse.

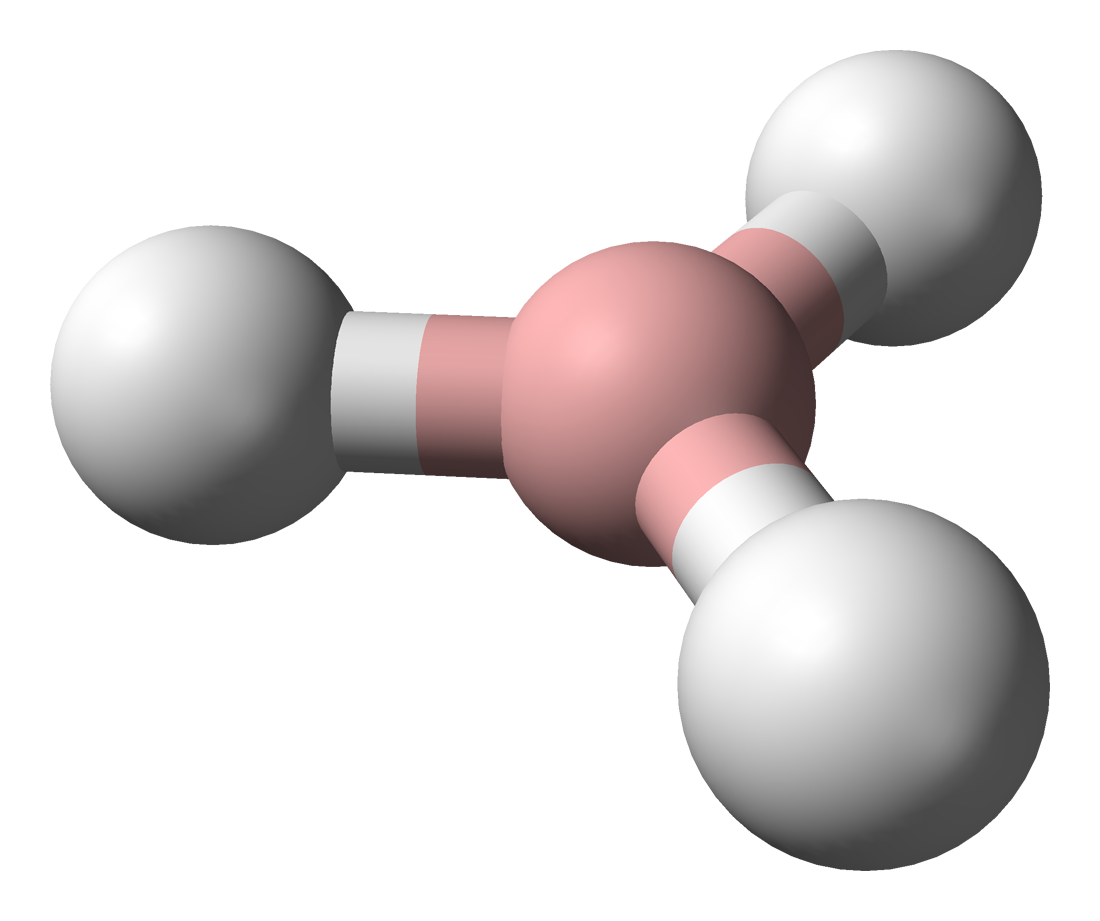
Modelo de la molécula de borano.

Comenzó a estudiar química en 1948 una vez finalizada su educación secundaria, recibiéndose de licenciada en 1954, previo a haber rendido en la Comisión Nacional de Energía Atómica su última materia en 1953 por estar intervenida en ese entonces la Facultad de Ciencias Exactas, hecho que en forma casual le permitió ser la primera química nuclear de su país. Su trabajo de tesis consistió en un Estudio de la reacción entre tetracloruro de diboro y diborano, lo que ella bautizó como "boranos": compuestos químicos conocidos en la ciencia como hidruros de boro usados en la industria aeroespacial. Esos materiales no pueden recibir ni aire ni humedad, tienen que permanecer siempre fríos, hecho que le obligaba a vigilar siempre sus compuestos incluidos los fines de semanas que concurría a su laboratorio acompañada de sus hijos. Finalmente en 1963 obtuvo el doctorado en esa especialidad.

### Trayectoria como investigadora
Se desempeñó como investigadora en el departamento de Química Inorgánica y Fisicoquímica de la Universidad de Buenos Aires entre 1955 y 1956. Además trabajó en el Centro Editor de América Latina como directora de la Colección Científica entre 1967 y 1969 y participó del directorio de esa editorial entre 1972 y 1992.

#### Participación en la Noche de los Bastones Largos

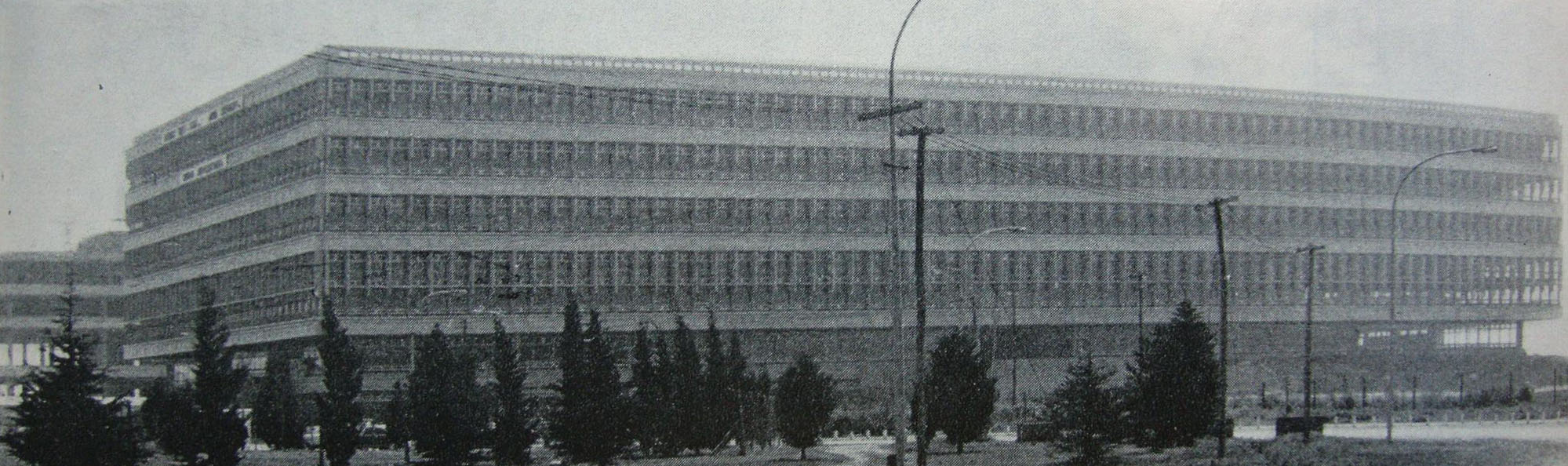
La Facultad de Ciencias Exactas de la UBA en la década de 60.

Rietti estaba en el consejo directivo de la Facultad de Ciencias Exactas junto a otras doscientas personas cuando por orden del presidente Onganía irrumpió la policía, golpearon al decano Rolando García por increpar al personal policial diciendo "¿Cómo se atreve a cometer este atropello? Todavía soy el decano de esta casa de estudios". En total el funcionario universitario recibió dos golpes, ambos efectuados con un bastón policial, tras el primer bastonazo el decano repitió la frase y recibió otro golpe. Sara y quien posteriormente sería su esposo, Víctor Rietti, estuvieron varias horas recorriendo comisarías para liberar colegas que estaban detenidos junto a otras cuatrocientas personas, que fue el número aproximado de detenidos de aquel operativo nocturno.
Sara Rietti, pese a que sus colegas se exiliaron en el exterior tras esta acción, optó por permanecer en el país. Lo hizo por sus hijos, por su madre que estaba sola y por la fábrica que tenía su marido y, además, el living de su vivienda pasó a ser un búnker en donde se organizaban los viajes al exterior de los científicos que se exiliaban; junto a su esposo establecían contactos con colegas del exterior para que les brindaran asilo, principalmente los destinos eran Chile, Brasil y Venezuela.

#### Regreso de la democracia
Entre 1973 y 1975 fue directora de coordinación del Instituto Nacional de Tecnología Industrial. En una oportunidad, en 1975 mientras estaba en el laboratorio de esta institución no se dio cuenta de que tenía un hombre que la acompañaba y que apoyaba un arma en su mesa, acción que la hace reaccionar y percibir su presencia. El hombre le dice a modo de advertencia: "Doctora, va a ser mejor que se vaya". En esa época su país lo gobernaba Isabel Martínez de Perón y ya desde el golpe del 66 se perseguía a los científicos. En ese momento decide que es mejor seguir luchando desde otros espacios y se retira sin decir nada.
Además fue una de las responsables de gestionar el regreso al país de César Milstein, ella le pidió a fines de 1983, cuando se produjo el retorno de la democracia en Argentina, que apoyara al fortalecimiento del país. El científico, que residía en Cambridge, aceptó la invitación y empezó a visitar su país natal todos los abriles de cada año.
Manuel Sadosky la nombró jefe de Gabinete, cuando este fue secretario de Ciencia y Tecnología durante el gobierno de Raúl Alfonsín. Desde 1994 hasta su deceso Sara Rietti fue coordinadora académica de la maestría “Política y Gestión de la Ciencia y la Tecnología” de la UBA, y docente asesora del rectorado de esa institución. También participó en todos los ámbitos de docencia, gestión e investigación en donde se desenvuelve la línea de pensamiento de Oscar Varsavsky, en el campo de las políticas para la ciencia, tecnología y sociedad. Con Gregorio Klimovsky y José Babini fundó el Centro de Estudios de Ciencias. Fue integrante de la Red argentina de Género, Ciencia y Tecnología (RAGCyT).
En 2011 la Universidad Nacional de Rosario le concedió el Doctorado Honoris Causa en reconocimiento a su extensa trayectoria, se lo entregó Dario Maiorana, rector de la institución y la consejera académica María Alejandra Lapaima. Ambas autoridades destacaron en sus respectivos discursos que el reconocimiento era por su contribución a la práctica docente, a su participación en la política científica y tecnológica, y por sus contribuciones a la gestión y compromiso en sus actividades.

### Vida privada
Cursando su primera materia conoció a Víctor Rietti, pero no quería establecer una relación sentimental con él por ser demasiado joven, por lo que sólo se veían en la casa de estudios. Tras su insistencia, contrajeron matrimonio. La pareja perduró por sesenta años y vivió hasta 2016 sobre Avenida Las Heras. Tuvieron tres hijos.

## Críticas
Diego Hurtado, secretario de investigación de la Universidad de San Martín, conoció a Rietti en 2004 cuando ella lo convocó como profesor de historia social como parte de su tarea de coordinar en la UBA la maestría de Política y Gestión de la Ciencia y Tecnología y a partir de entonces emprendieron varios proyectos juntos. El destacó la capacidad y el compromiso con el trabajo mostrado por Rietti.
Por su parte Alejandra Ciriza, doctora e investigadora del CONICET, afirma que emblematiza la edad de oro de la universidad argentina y que además tuvo lucidez política y teórica para ver los defectos imperceptibles del sistema de ciencia y técnica, no sólo es científica sino que tiene los conocimientos de cómo hacer ciencia en el Tercer Mundo.

## Homenajes
El salón principal de estudios de género de la Universidad Nacional de Cuyo lleva su nombre desde el 21 de octubre de 2010, que además de homenajear a Rietti lo hace a las demás mujeres científicas argentinas.